# Saison 2 de Queer as Folk
Chronologie
Saison 1 Saison 3
Cet article présente le guide des épisodes de la deuxième saison du feuilleton télévisé Queer as Folk. Cette saison compte 20 épisodes d'une durée moyenne de 49 minutes 30 secondes.

## Épisodes

### Épisode 1:Remise en question
- Titre original : Episode 23
- Numéro(s) : 201 (2- 1)
- Scénariste(s) : Ron Cowen - Daniel Lipman
- Réalisateur(s) : Alex Chapple
- Diffusion(s) : 
  -  États-Unis : 6 janvier 2002 sur Showtime
  -  France : 31 août 2003 sur Jimmy.
  -  Canada :
  -  Belgique :
- Résumé : Depuis l'attaque de Justin, Brian se rend en secret tous les jours à l'hôpital pour voir comment il va. Mis à part les infirmières, personne ne le sait, pas même Justin. Ce dernier a des problèmes avec sa main droite qui manque de force et de dextérité. Lorsqu'il revient chez sa mère, Jennifer, il ne veut pas qu'elle le materne, il veut Brian. Avec l'aide de son amie Daphné, il se rend sur Liberty Avenue. Mais, encore fragile, quand des garçons l'assaillent de questions au Woody's, il est effrayé. Michael vient l'aider et Justin se retrouve face avec Brian. Au loft de Brian, Justin lui dit qu'il ne se souvient pas de ce qui s'est passé lors de la soirée où ils ont dansé, ni avant, ni après l'attaque de Chris Hobbs. Brian lui raconte ce qu'il s'est passé dans les moindres détails. En même temps, Lynette, la sœur de Lindsay, va se marier. Lindsay et Mélanie sont invitées, mais doivent rester discrètes. Elles invitent Ted et Emmett comme cavaliers. Au mariage, Lindsay demande Mélanie en mariage mais plus tard, Mélanie refuse. De plus, Michael annonce qu'il a rompu avec David et ses amis lui rende sa place à Pittsburgh.

### Épisode 2:Le passé existe encore
- Titre original : Episode 24
- Numéro(s) : 202 (2- 2)
- Scénariste(s) : Ron Cowen - Daniel Lipman
- Réalisateur(s) : John Greyson
- Diffusion(s) : 
  -  États-Unis : 13 janvier 2002 sur Showtime
  -  France : 7 septembre 2003 sur Jimmy.
  -  Canada :
  -  Belgique :
- Résumé : Jennifer comprend de quoi son fils a besoin et demande à Brian de le prendre chez lui. Melanie accepte finalement la proposition de mariage de Lindsay. Michael ne pense qu’à faire la fête depuis son retour à Pittsburgh mais, à court d’argent, il est obligé de redevenir chef adjoint au BIG Q. Ted est licencié, pour avoir regardé des sites pornographiques gays pendant ses heures de travail. Emmett envisage de se faire faire une chirurgie plastique des fesses, et se fait engager comme serveur nu pour la payer.

### Épisode 3:Le Couple modèle
- Titre original : Episode 25
- Numéro(s) : 203 (2- 3)
- Scénariste(s) : Ron Cowen - Daniel Lipman - Karen Walton
- Réalisateur(s) : Michael DeCarlo
- Diffusion(s) : 
  -  États-Unis : 20 janvier 2002 sur Showtime
  -  France : 14 septembre 2003 sur Jimmy.
  -  Canada :
  -  Belgique :
- Résumé : Emmett devient le jouet sexuel d’un couple de gays se proclamant monogames exemplaires. Brian reçoit le prix du Meilleur Héros Gay pour avoir sauvé Justin, mais lorsqu’un écrivain gay hypocrite dénonce sa vie dépravée, le Centre Gay et Lesbien essaie de lui retirer. Michael s’enflamme à la pensée de se rendre à la Convention annuelle de la BD, mais il est furieux lorsque Brian lui pose un lapin. Brian, pour lui faire plaisir, le rejoint à la dernière minute.

### Épisode 4:Gay pride
- Titre original : Episode 26
- Numéro(s) : 204 (2- 4)
- Scénariste(s) : Daniel Lipman - Ron Cowen - Michael Maclennan
- Réalisateur(s) : Kevin Inch
- Diffusion(s) : 
  -  États-Unis : 27 janvier 2002 sur Showtime
  -  France : 21 septembre 2003 sur Jimmy.
  -  Canada :
  -  Belgique :
- Résumé : Le week-end de la Gay Pride commence par une tragédie, la mort de la plus célèbre drag queen de Pittsburgh, Godiva, mais seul Emmett semble pleurer cette perte. Justin rencontre Chris Hobbs, qui purge sa peine de travaux d‘intérêts généraux. Brian s’amuse à lancer les boissons d’un client homophobe sur le marché gay. Ted est remarqué par un garçon sexy, sans se douter qu’il s’agit de sa part d’une BA pour la Gay Pride. L’ex de Melanie, Leda, resurgit pour mettre du piquant dans la vie tranquille du couple. Michael renonce à participer à la parade quand il apprend que ses collègues seront là. Mais il défile tout de même, déguisé avec les vêtements de Godiva pour ne pas être reconnu.

### Épisode 5:Jusqu'au bout du rêve
- Titre original : Episode 27
- Numéro(s) : 205 (2- 5)
- Scénariste(s) : Daniel Lipman - Ron Cowen - Efrem Seeger
- Réalisateur(s) : David Wellington
- Diffusion(s) : 
  -  États-Unis : 3 février 2002 sur Showtime
  -  France : 28 septembre 2003 sur Jimmy
  -  Canada :
  -  Belgique :
- Résumé : Melanie et Lindsay annoncent leur mariage. Justin assiste à son premier cours aux Beaux-Arts, mais sa main tremble d’une façon incontrôlable dès qu’il essaie de dessiner. Ted, désœuvré, sombre dans la dépression et reste confiné dans son appartement et passe son temps à se masturber. Après avoir repris un autre emploi de comptable routinier, il réalise que son destin est dans la création de site pornographique. Michael trouve enfin le courage de quitter le Big Q et concrétise ses rêves en achetant un magasin de BD.

### Épisode 6:Sexe, Fric et Net
- Titre original : Episode 28
- Numéro(s) : 206 (2- 6)
- Scénariste(s) : Matt Pyken - Michael Berns
- Réalisateur(s) : Bruce Mcdonald
- Diffusion(s) : 
  -  États-Unis : 10 février 2002 sur Showtime
  -  France : 5 octobre 2003 sur Jimmy
  -  Canada :
  -  Belgique :
- Résumé : Michael rencontre le Professeur Ben Bruckner, qui est séropositif. Dès la mise en route de son site pornographique, Ted est au bord de la faillite. Grâce au coup de main d’Emmett, il est tiré d’affaire. Lindsay est choquée de savoir qu’un de ses proches travaille dans le porno, ce qui ennuie Melanie qui, elle-même, a posé autrefois pour des photos de charme. Justin souhaiterait avoir des relations plus monogames avec Brian, mais ils mettent ensemble au point des règles de vie commune leur convenant à tous deux.

### Épisode 7:Une mère «normale»
- Titre original : Accentuate the positive
- Numéro(s) : 207 (2- 7)
- Scénariste(s) : Blair Fell
- Réalisateur(s) : Michael Decarlo
- Diffusion(s) : 
  -  États-Unis : 17 février 2002 sur Showtime
  -  France : 12 octobre 2003 sur Jimmy
  -  Canada :
  -  Belgique :
- Résumé : Emmett prend très à cœur son rôle de Fetch Dixon, star pornographique d’Internet, jusqu’au moment où Ted l’oblige à mener une vie - sexuelle - trop frustrante. La star montante se rebelle, mais l’amitié triomphe, et Ted accorde à Emmett ses exigences. Lindsay demande à ses parents une aide financière pour son mariage, qu’ils refusent. Les sentiments de Michael pour Ben se renforcent, malgré les réticences de sa mère et des autres. Michael pense qu’il peut s’accommoder de la séropositivité de Ben, mais au moment de faire l'amour avec lui, la chose s’avère bien plus difficile qu’il ne le pensait.

### Épisode 8:L'Idole des gays
- Titre original : My prince will come
- Numéro(s) : 208 (2- 8)
- Scénariste(s) : Michael Maclennan
- Réalisateur(s) :  Alex Chapple
- Diffusion(s) : 
  -  États-Unis : 3 mars 2002 sur Showtime
  -  France : 19 octobre 2003 sur Jimmy.
  -  Canada :
  -  Belgique :
- Résumé : Après avoir rompu avec Ben, Michael ne peut s’empêcher de penser à lui, et va de rendez-vous en rendez-vous catastrophiques. Fetch Dixon se découvre un admirateur secret, mais les rêves de Prince Charmant d’Emmett s’effondrent lorsqu’il rencontre George Shickel. Il apprend bientôt que les apparences peuvent être trompeuses. L’arrangement de Brian et de Justin semble fonctionner en surface, mais tous deux sont un peu jaloux de ce que fait l’autre en dehors, particulièrement lorsque Justin enfreint la règle du “pas de baiser sur la bouche”.

### Épisode 9:La Foi mène à tout
- Titre original : Episode 31
- Numéro(s) : 209 (2- 9)
- Scénariste(s) : Efrem Seeger
- Réalisateur(s) : Bruce Mcdonald
- Diffusion(s) : 
  -  États-Unis : 10 mars 2002 sur Showtime
  -  France : 26 octobre 2003 sur Jimmy.
  -  Canada :
  -  Belgique :
- Résumé : La sœur de Brian veut que celui-ci s’implique plus envers sa mère, et l’oblige à la conduire à l’église. Brian découvre avec surprise que le prêtre chargé de l’office est un homme avec qui il a récemment eut des rapports sexuels au sauna. Ted, épuisé par son travail, prend du Viagra pour pouvoir assurer un soir, mais son érection ne disparaît pas. Au grand dam de Debbie, Michael et Ben se retrouvent et font l'amour.

### Épisode 10:Jusqu'à ce que la mort nous sépare
- Titre original : Hates crimes
- Numéro(s) : 210 (2- 10)
- Scénariste(s) : Matt Pyken - Michael Berns
- Réalisateur(s) : Doug Guinan
- Diffusion(s) : 
  -  États-Unis : 17 mars 2002 sur Showtime
  -  France : 2 novembre 2003 sur Jimmy.
  -  Canada :
  -  Belgique :
- Résumé : Une sombre journée s’annonce pour Michael lorsque son super-héros préféré fait son ultime apparition dans les pages de sa BD préférée. Dans le monde réel, une vraie mort secoue Liberty Avenue, quand Debbie trouve le corps d’un jeune night-clubber dans la poubelle derrière le diner. Mais c’est l’homophobie du policier chargé de l’enquête et l’indifférence générale de la communauté gay qui met Debbie hors d’elle. Emmett présente son nouveau soupirant, George, à ses amis. En cherchant la robe de mariage de sa grand-mère, Lindsay découvre un secret familial - les lettres de la maîtresse de sa grand-mère.

### Épisode 11:Noces de filles
- Titre original : Episode 33
- Numéro(s) : 211 (2- 11)
- Scénariste(s) :  Karen Walton
- Réalisateur(s) : Kevin Inch
- Diffusion(s) : 
  -  États-Unis : 31 mars 2002 sur Showtime
  -  France : 9 novembre 2003 sur Jimmy.
  -  Canada :
  -  Belgique :
- Résumé : Le mariage de Lindsay et Melanie tourne au désastre, mais leurs amis sauvent l'entreprise. Emmett organise la cérémonie dans une salle de bal de la maison de George, et se prive de sa chirurgie plastique pour payer la décoration. Michael et Ted font taire leurs dissensions à propos du cadeau de mariage, quand ils voient les mariées si heureuses. Et Justin décide de rester pour assister au mariage, au lieu d’accompagner Brian à la White Party de Miami.

### Épisode 12:Jalousies et Fantaisies
- Titre original : Episode 34
- Numéro(s) : 212 (2- 12)
- Scénariste(s) :  Michael Maclennan
- Réalisateur(s) : Thom Best
- Diffusion(s) : 
  -  États-Unis : 7 avril 2002 sur Showtime
  -  France : 16 novembre 2003 sur Jimmy.
  -  Canada :
  -  Belgique :
- Résumé : Dans le petit monde de Liberty Avenue, c’est un grand choc pour Michael d’apprendre que Brian et Ben ont vécu une liaison d’une nuit dans le passé. Malgré ses efforts pour paraître indifférent, Michael est jaloux à la fois de Ben et de Brian. Ted tente de se faire accepter d’un groupe de la haute société gay, qui ne voit en lui qu’un intermédiaire pour rencontrer l’un des garçons de son site. Après l’échec de la police dans l’identification du corps trouvé dans la poubelle plusieurs semaines auparavant, Debbie décide de se débrouiller pour trouver son identité.

### Épisode 13:Mon père cette héroïne
- Titre original : Father is a bachelor
- Numéro(s) : 213 (2- 13)
- Scénariste(s) :  Efrem Seeger
- Réalisateur(s) : John Greyson
- Diffusion(s) : 
  -  États-Unis : 14 avril 2002 sur Showtime
  -  France : 23 novembre 2003 sur Jimmy.
  -  Canada :
  -  Belgique :
- Résumé : Ted et Michael parviennent à convaincre la célèbre drag queen Divina Devore de se produire à l’’Angel Ball’, parce qu’elle a fréquenté Debbie au lycée, quand “elle” s’appelait encore Danny au masculin. Après avoir vu une photo de Danny, Michael comprend que sa mère lui a menti et que son vrai père est la drag queen. Melanie et Lindsay tentent de faire inscrire Gus dans la meilleure maternelle et pensent à tort qu’elles sont évincées parce que l’enfant a des parents du même sexe. Le père de Justin annonce qu’il ne paiera plus ses frais de scolarité à l’avenir, obligeant son fils à trouver un emploi de danseur au Babylon.

### Épisode 14:Pour un flirt avec toi
- Titre original : Just say yes
- Numéro(s) : 214 (1- 14)
- Scénariste(s) :  Matt Pyken - Michael Berns
- Réalisateur(s) : John Fawcett
- Diffusion(s) : 
  -  États-Unis : 28 avril 2002 sur Showtime
  -  France : 30 novembre 2003 sur Jimmy.
  -  Canada :
  -  Belgique :
- Résumé : George espère faire un tour du monde avec Emmett, mais il meurt durant le vol alors qu'il faisait l'amour avec Emmett. Debbie continue à montrer son hostilité envers la liaison que Michael a avec Ben. Mais quand le détective homophobe Horvath invite Debbie à sortir, Michael se conduit de façon aussi irrationnelle envers sa mère. Le nouvel emploi de go-go dancer de Justin dérègle sa vie, mais les choses prennent un tournant définitif lorsqu’il se retrouve drogué et presque violé lors d’une soirée spéciale donnée par son patron. Justin démissionne et accepte l’aide financière proposée par Brian.

### Épisode 15:Rage de vivre
- Titre original : Rage
- Numéro(s) : 215 (2- 15)
- Scénariste(s) :  Karen Walton
- Réalisateur(s) : Jeremy Podeswa
- Diffusion(s) : 
  -  États-Unis : 5 mai 2002 sur Showtime
  -  France : 7 décembre 2003 sur Jimmy.
  -  Canada :
  -  Belgique :
- Résumé : Michael et Justin font équipe pour créer le nouveau héros de BD gay, Rage. Même si leur travail est d’évidence inspiré par Brian, celui-ci est jaloux de la nouvelle relation intime de Michael et Justin. Fetch Dixon est nommé pour l’Oscar du Porno Gay dans la catégorie “Ré-fellation de l’année“, et Emmett profite de cette occasion pour faire l’éloge funèbre de George, après avoir été expulsé de son enterrement. Lindsay a l’intention de transformer le grenier en atelier et accepte avec réticence que Leda s’installe dans la maison pour faire les travaux.

### Épisode 16:Anniversaire surprise
- Titre original : Great Expectations
- Numéro(s) : 216 (2- 16)
- Scénariste(s) :  Michael Maclennan
- Réalisateur(s) : Bruce Mcdonald
- Diffusion(s) : 
  -  États-Unis : 12 mai 2002 sur Showtime
  -  France : 14 décembre 2003 sur Jimmy.
  -  Canada :
  -  Belgique :
- Résumé : Justin et Ben sont nés le même jour, mais leurs compagnons envisagent de fêter leurs anniversaires très différemment. Michael compte organiser une grosse soirée lorsque Ben s’en prend à lui avec agressivité devant tous les invités, après avoir appris que son infection était devenue résistante à la tri-thérapie. Brian décide d’ignorer complètement l’anniversaire de Justin, et Justin se rend à un récital de violon, où il rencontre un jeune violoniste. Pendant ce temps-là, Ted assiste à une messe gay, rencontre un garçon parfait et lui ment à propos de son travail.

### Épisode 17:N'est pas héritier qui veut
- Titre original : How to get Ahead in Adver
- Numéro(s) : 217 (2- 17)
- Scénariste(s) :  Efrem Seeger
- Réalisateur(s) : David Wellington
- Diffusion(s) : 
  -  États-Unis : 26 mai 2002 sur Showtime
  -  France : 21 décembre 2003 sur Jimmy.
  -  Canada :
  -  Belgique :
- Résumé : Brian est obligé d’annuler son projet de week-end avec Justin quand son patron vend l’agence, et qu’il doit prouver à son nouveau boss qu’il est indispensable. Justin se rend dans le Vermont tout de même, tandis que Brian sauve son emploi et devient associé. Lindsay et Melanie souffrent du manque de relation récent dans leur couple et rien ne peut réveiller leur libido jusqu’à ce que Leda les rejoigne pour former un trio. Emmett découvre que George lui a légué une fortune, mais la famille Shickel s’oppose à cet héritage.

### Épisode 18:L'Amour n'a pas de prix
- Titre original : Defending your Life
- Numéro(s) : 218 (2- 18)
- Scénariste(s) :  Efrem Seeger
- Réalisateur(s) : David Wellington
- Diffusion(s) : 
  -  États-Unis : 2 juin 2002 sur Showtime
  -  France : 28 décembre 2003 sur Jimmy.
  -  Canada :
  -  Belgique :
- Résumé : Emmett se bat pour garder l’argent que George lui a laissé. Craignant le scandale, la famille Shickel propose un arrangement en lui donnant un million de dollars à condition qu’il accepte de renier sa liaison avec George. Il refuse. Ben s’évanouit pendant un cours, victime d’une réaction quasi-mortelle à ses nouveaux médicaments. Debbie fait la paix avec Ben à l’hôpital. Justin rend visite à Ethan, le violoniste qu’il a rencontré le jour de son anniversaire. Quand Brian continue à lui refuser la moindre attention romantique, Justin va trouver ce qu’il cherche dans les bras d’Ethan.

### Épisode 19:L'Important c'est de participer
- Titre original : Three's a Crowd
- Numéro(s) : 219 (2- 19)
- Scénariste(s) :  Matt Pyken - Michael Berns - Michael Maclennan - Efrem Seeger
- Réalisateur(s) : Michael Decarlo
- Diffusion(s) : 
  -  États-Unis : 9 juin 2002 sur Showtime
  -  France : 4 janvier 2004 sur Jimmy.
  -  Canada :
  -  Belgique :
- Résumé : Leda veut poursuivre sa relation sexuelle avec Melanie et Lindsay, et les filles ont du mal à l’éconduire gentiment. Ted voit son monde merveilleux s’écrouler lorsqu’il découvre que le porno n’a plus d’effet sur lui, jusqu’à ce qu’autre chose lui occupe l’esprit : il réalise qu’il éprouve des sentiments pour Emmett. Debbie provoque Horvarth et ses amis dans un match de bowling hétérosexuels contre gays et s’arrange pour perdre avec dignité, tout en se montrant de plus en plus distante avec le policier. Michael voit Justin et Ethan s’embrasser, et le dit à Brian.

### Épisode 20:Qui se ressemble s'assemble
- Titre original : Release
- Numéro(s) : 220 (2- 20)
- Scénariste(s) :  Daniel Lipman - Ron Cowen
- Réalisateur(s) : David Wellington
- Diffusion(s) : 
  -  États-Unis : 16 juin 2002 sur Showtime
  -  France : 11 janvier 2004 sur Jimmy.
  -  Canada :
  -  Belgique :
- Résumé : La soirée de lancement de Rage s’annonce, mais parmi le groupe d'amis, peu ont envie de s’amuser. Justin s’excuse auprès de Brian à propos d’Ethan, mais se fâche avec Michael, en l’accusant de trahison. Ben annonce son intention de partir au Tibet, uniquement si Michael est d’accord. Michael donne sa bénédiction à contrecœur, mais Debbie convainc Ben de rester. Ted déclare sa flamme à Emmett, qui reste sourd à ses avances. Pourtant, après avoir réfléchi, Emmett change d’avis et scelle son accord par un baiser. Finalement, Justin fait son choix, en partant avec le romantique Ethan, et laissant Brian derrière lui.